# Ectropis cineraria
Ectropis cineraria är en fjärilsart som beskrevs av Walker 1861. Ectropis cineraria ingår i släktet Ectropis och familjen mätare. Inga underarter finns listade i Catalogue of Life.